# Ilona Sojda
Ilona Sojda (ur. 26 maja 1987 w Kielcach), piosenkarka zaliczana do wykonawców nurtu piosenki artystycznej.

## Osiągnięcia
Zwyciężczyni m.in. 41. Studenckiego Festiwalu Piosenki w Krakowie, zdobyła również pierwsze miejsce i Grand Prix X Elbląskiego Festiwalu Sztuki Słowa, Grand Prix XIII Radomskiego Ogólnopolskiego Turnieju Śpiewających Poezję "Łaźnia", Grand Prix X Ogólnopolskiego Festiwalu Piosenki Artystycznej w Rybniku, była finalistką 27. Przeglądu Piosenki Aktorskiej we Wrocławiu.

## Kadisz dla Róży
Od roku 2005 współpracuje z kieleckim poetą i kompozytorem Markiem Terczem, twórcą muzyki i tekstów ich wspólnego, autorskiego recitalu "Kadish dla Róży", pierwszy raz zaprezentowanego szerszej publiczności podczas 42. Studenckiego Festiwalu Piosenki w październiku 2006 roku, a którego premiera odbyła się w krakowskiej Synagodze Tempel w 2007 roku.